# (5915) Yoshihiro
(5915) Yoshihiro est un astéroïde de la ceinture principale.

## Description
(5915) Yoshihiro est un astéroïde de la ceinture principale. Il fut découvert le 9 mars 1991 à Geisei par Tsutomu Seki. Il présente une orbite caractérisée par un demi-grand axe de 2,25 UA, une excentricité de 0,10 et une inclinaison de 4,8° par rapport à l'écliptique.

## Compléments